# Blue Suede Shoes

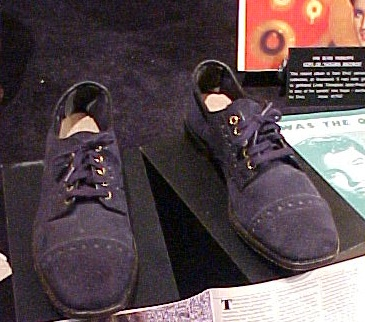
Blauwe, suède schoenen

Blue Suede Shoes is een rock-'n-rollnummer dat in 1955 is geschreven en opgenomen door de Amerikaanse zanger Carl Perkins. Het nummer kwam op 1 januari 1956 uit als single, met als achterkant Honey Don't. Zowel de voorkant als de achterkant is daarna opgenomen door tal van andere artiesten.  Blue Suede Shoes is onder andere opgenomen door Elvis Presley, Buddy Holly, Eddie Cochran en Johnny Rivers.
De versie van Carl Perkins staat op 95 en die van Elvis Presley op 423 in de lijst The 500 Greatest Songs of All Time, opgesteld door het tijdschrift Rolling Stone. Het nummer is ook een van de '500 Songs that Shaped Rock and Roll', een lijst opgesteld door de Rock and Roll Hall of Fame. In 1986 werd de versie van Perkins opgenomen in de Grammy Hall of Fame en in 2006 in de National Recording Registry van de Library of Congress.
De ik-figuur van het liedje vindt alles goed: je mag hem mishandelen, belasteren en bestelen, als je maar niet op zijn schoenen gaat staan. Verschillende betrokkenen vertellen verschillende verhalen over het ontstaan van het liedje; de overeenkomst is dat er een man in voorkomt die de aandacht vestigt op zijn schoenen.

## Versie van Carl Perkins
Carl Perkins nam het nummer op 19 december 1955 op met zijn gebruikelijke begeleiders:
- Jay Perkins, akoestische gitaar, achtergrondzang
- Clayton Perkins, contrabas
- W.S. 'Fluke' Holland, drums

Jay en Clayton waren Carls broers. Het nummer werd twee keer opgenomen. De tweede 'take' werd de definitieve versie.
Op 1 januari 1956 kwam Blue Suede Shoes uit. De plaat werd miljoenen keren verkocht en scoorde hoog bij de liefhebbers van countrymuziek (een eerste plaats in de toenmalige countryhitparade) én de liefhebbers van rhythm-and-blues (een tweede plaats in de r&b-hitparade). In de Billboard Top 100, de algemene hitparade, kwam de plaat tot een vierde plaats. Naast de Top 100 bestonden er in die tijd nog drie hitparades:
- 'Best Sellers in Stores', die alleen de verkopen in platenwinkels weergaf. Daar kwam Blue Suede Shoes tot de tweede plaats.
- 'Most Played in Juke Boxes', die weergaf welke nummers het vaakst werden gespeeld in jukeboxen. Hier haalde Blue Suede Shoes zelfs de eerste plaats.
- 'Most Played by Jockeys', die weergaf welke nummers het vaakst werden gedraaid in platenprogramma's op radiostations. Ook hier kwam Blue Suede Shoes tot 2.[2]

In de Cash Box Magazine Charts, een rivaal van de Billboard Top 100, haalde Blue Suede Shoes ook de tweede plaats, met Heartbreak Hotel van Elvis Presley op 1. Het was ook Perkins' eerste hit in het Verenigd Koninkrijk (10 in de UK Singles Chart).
Op 17 maart 1956 maakte Carl Perkins zijn televisiedebuut in een ABC-programma, waar hij Blue Suede Shoes uitvoerde. Op 22 maart was hij in een auto onderweg naar New York, waar hij voor de NBC-televisie zou optreden in de Perry Como Show. Zijn chauffeur viel in slaap en botste op een vrachtwagen. Carl en zijn broer Jay raakten zwaargewond; de vrachtwagenchauffeur overleed. Perkins was een maand lang uitgeschakeld.
In 1957 verschenen Blue Suede Shoes en de B-kant Honey Don't allebei op Perkins' debuutalbum Dance Album of Carl Perkins.

## Versie van Elvis Presley
Algauw maakten andere artiesten covers. Een versie van Boyd Bennett, die in maart 1956 uitkwam, kwam tot de 63e plaats in de Top 100. De bekendste coverversie is echter die van Elvis Presley, die op 30 januari 1956 werd opgenomen in de studio van RCA in New York.
Het nummer verscheen voor het eerst op 23 maart 1956 op Presley's debuutalbum Elvis Presley. Nog dezelfde maand bracht platenmaatschappij RCA een ep op de markt met vier nummers van het album: Blue Suede Shoes, Tutti Frutti, I Got a Woman en Just Because. Deze ep haalde de 24e plaats in de Billboard Top 100 en de 20e plaats in de lijst 'Best Sellers in Stores'.
In augustus en september 1956 bracht RCA de complete inhoud van de lp Elvis Presley uit op zes singles. Eind augustus was Blue Suede Shoes aan de beurt, met als B-kant Tutti Frutti. Dit werd geen hit.
In het Verenigd Koninkrijk kwam Presley's versie van Blue Suede Shoes al in mei 1956 op single uit (HMV 7M 405). De plaat haalde de negende plaats in de UK Singles Chart, in dezelfde week dat Perkins' Blue Suede Shoes zijn top bereikte met een tiende plaats.
Presley zong het nummer driemaal in Amerikaanse televisieprogramma's en liet in 1956 een paar keer nadrukkelijk zien dat hij blauwe, suède schoenen droeg.
Presley nam het nummer opnieuw op voor de soundtrack van de film G.I. Blues uit 1960. In de film is Blue Suede Shoes te horen als een soldaat een jukebox in werking stelt. Alle andere liedjes op het album G.I. Blues waren in stereo, terwijl de vorige opname van Blue Suede Shoes in mono was. De nieuwe stereoversie van het nummer is nooit op single verschenen.
De versie van 1956 is een aantal malen opnieuw uitgebracht. In 2007 bracht een heruitgave het tot de dertiende plaats in  het Verenigd Koninkrijk.

### NPO Radio 2 Top 2000
Zorg dat je dit sjabloon alleen aanroept op een pagina gekoppeld aan Wikidata, of geef zelf een Wikidata-ID mee (zie uitleg).

## Andere covers
- Pat Boone nam het nummer op voor zijn album Pat sings ‘Guess Who’ uit 1963.[7] Daarop zong hij liedjes uit het repertoire van Elvis Presley. In Duitsland kwam het album dan ook uit onder de titel Pat Sings Elvis-hits.
- Carl Perkins & Friends, een gelegenheidsformatie met onder anderen Carl Perkins, Ringo Starr, George Harrison en Eric Clapton, nam het nummer op voor het  album Blue Suede Shoes: A Rockabilly Session uit 1985.[8]
- Eddie Cochran nam al in 1956 een eigen versie van het nummer op, maar het werd pas uitgebracht op het album Never to Be Forgotten uit 1962.[9]
- Dion zette het nummer op zijn album Heroes: Giants of Early Guitar Rock uit 2008.[10]
- Merle Haggard nam het nummer in 1977 op voor het album My Farewell to Elvis.[11]
- Bill Haley & His Comets nam het nummer op voor hun album Bill Haley and His Comets uit 1960.[12]
- Johnny Hallyday zong Blue Suede Shoes en Honey Don't als duet samen met Carl Perkins voor zijn album Spécial enfants du rock uit 1984.[13]
- Versies gespeeld door Jimi Hendrix staan op de albums Hendrix in the West (1972), Loose Ends (1974) en Midnight Lightning (1975).
- Buddy Holly nam het nummer ook op, maar het werd pas na zijn dood uitgebracht op een lp, Showcase uit 1964.[14]
- Interactive gebruikte een stukje van het nummer (de beginregel 'It's one for the money') op hun plaat Who Is Elvis? (1991).
- Albert King nam het nummer op voor zijn album Blues for Elvis: King Does the King's Things uit 1970.[15]
- The Plastic Ono Band bracht het nummer in 1969 live in Toronto. Het optreden is vastgelegd op het album Live Peace in Toronto 1969.[16]
- Johnny Rivers bracht het nummer in 1973 op single uit. Hij haalde daarmee de 38e plaats in de Billboard Hot 100.[17]
- Brian Setzer nam het nummer in 2005 op voor zijn album Rockabilly Riot! Volume One: A Tribute to Sun Records.[18]
- De Toppers hebben het nummer op hun repertoire. Het staat op het dubbelalbum Mega party mix - Volume 2 uit 2012.
- Het nummer staat op verschillende albums van Toy Dolls. De oudste opname staat op Dig That Groove Baby uit 1983.[19]
- Conway Twitty zette het nummer in 1961 op zijn album The Rock & Roll Story.[20]

Paul Kuhn zong het liedje in 1956 in het Duits als Die blauen Wildlederschuhe.
Gerald John Sebesky maakte een arrangement voor harmonieorkest.

## Verwijzingen naar het nummer
Blue Suede Shoes is een van de beroemdste rocknummers. Het wordt dan ook vaak verwerkt in medleys, bijvoorbeeld in Good Old Rock 'n' Roll van The Dave Clark Five uit 1970. Op het verzamelalbum Anthology 3 van The Beatles staat een medley van Rip It Up, Shake, Rattle and Roll en Blue Suede Shoes, opgenomen in januari 1969.
Regelmatig wordt naar het liedje verwezen, bijvoorbeeld door Chuck Berry in Roll Over Beethoven (1956):
Well, early in the morning I'm giving you my warning
Don't you step on my blue suede shoes,
Larry Williams in Short fat Fannie (1957):
Whenever I'm around her I'm on my p's and q's
She might step on my blue suede shoes,
Grateful Dead in U.S. Blues (1974):
Red and white, blue suede shoes,
I'm Uncle Sam, how do you do?
of Neerlands Hoop in het liedje Lauwe cola, ouwe platen tijdens de show Neerlands Hoop Express uit 1973/74:
Toch probeer ik haar te zoenen
En er valt weer zo'n kledder rood
Nu op mijn blauw-suede schoenen
En ik denk: klerewijf, val dood.
In het Suske en Wiske-album De verdwenen verteller uit 2002 wordt het liedje ook genoemd.
Kevin Ayers bracht in 1971 een single Stranger in Blue Suede Shoes uit.